# Supercontinent

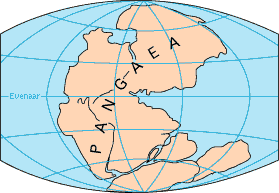

Een supercontinent is in de geologie een landmassa die al of vrijwel al het land op de aarde beslaat, om zo één enkel groot continent te vormen. Een andere definitie die ook wel gehanteerd wordt, is simpelweg die van "een aaneensluiting van voorheen gescheiden continenten"; een definitie die meer ruimte laat voor interpretatie. Volgens deze definitie vallen er meer landmassa's uit het geologische verleden onder de noemer "supercontinent".
De term wordt doorgaans gebruikt om te verwijzen naar grote prehistorische landmassa's als Pangea, maar ook voor zulke grote aaneengesloten landmassa's die in de toekomst zouden kunnen ontstaan. Volgens de gangbare definitie bestaat er op aarde op dit moment geen supercontinent. De grootste aaneengesloten landmassa op dit moment is die van Afrika-Eurazië. De laatste keer dat vrijwel al het land op aarde aaneengesloten was, was ongeveer 175 miljoen jaar geleden (Pangea).

## Supercontinenten door de tijd heen
| Naam supercontinent | Periode (in miljoenen jaren geleden) | Opmerkingen en referenties                                                                            |
| ------------------- | ------------------------------------ | --- |
| Vaalbara            | 3.636–2.803                          | Ook wel gezien als gewoon een continent.                                                              |
| Ur                  | 2.803–2.408                          | Ook wel gezien als gewoon een continent.                                                              |
| Kenorland           | 2.720–2.114                          | [ 7 ]                                                                                                 |
| Columbia            | 1.820–1.350                          | [ 7 ]                                                                                                 |
| Rodinia             | 1.130–750                            | [ 7 ]                                                                                                 |
| Pannotia            | 633–573                              | [ 7 ]                                                                                                 |
| Gondwana            | 550–175                              | Vanaf ongeveer 336 miljoen jaar geleden deel van Pangea. Wordt niet altijd gezien als supercontinent. |
| Pangea              | 336–175                              | |